# Pevek
Pevek (ruso Певек) es una ciudad-puerto del distrito autónomo de Chukotka, Rusia, ubicada en la costa noreste de la bahía Cháunskaya, la cual forma parte del mar de Siberia Oriental. Después de Anádyr y Bilíbino es la tercera ciudad más grande de Chukotka. La población es de 5206 habitantes, según el censo ruso de 2002 y eran 12 915 habitantes en el censo soviético de 1989. 
La ciudad es un moderno asentamiento establecido tras la Primera Guerra Mundial para proporcionar un puerto para la exportación de minerales como parte de la Ruta del Mar del Norte en expansión. Durante los años 1940 y 1950, Pevek fue el lugar donde se encontraban varios campos de trabajo del GULAG donde los prisioneros extraían uranio. En años recientes aunque muchas de las minas han demostrado ser antieconómicas y cerradas, causó que muchos residentes se trasladaran a regiones más céntricas en Rusia y que decayeran las infraestructuras del puerto.

## Galería

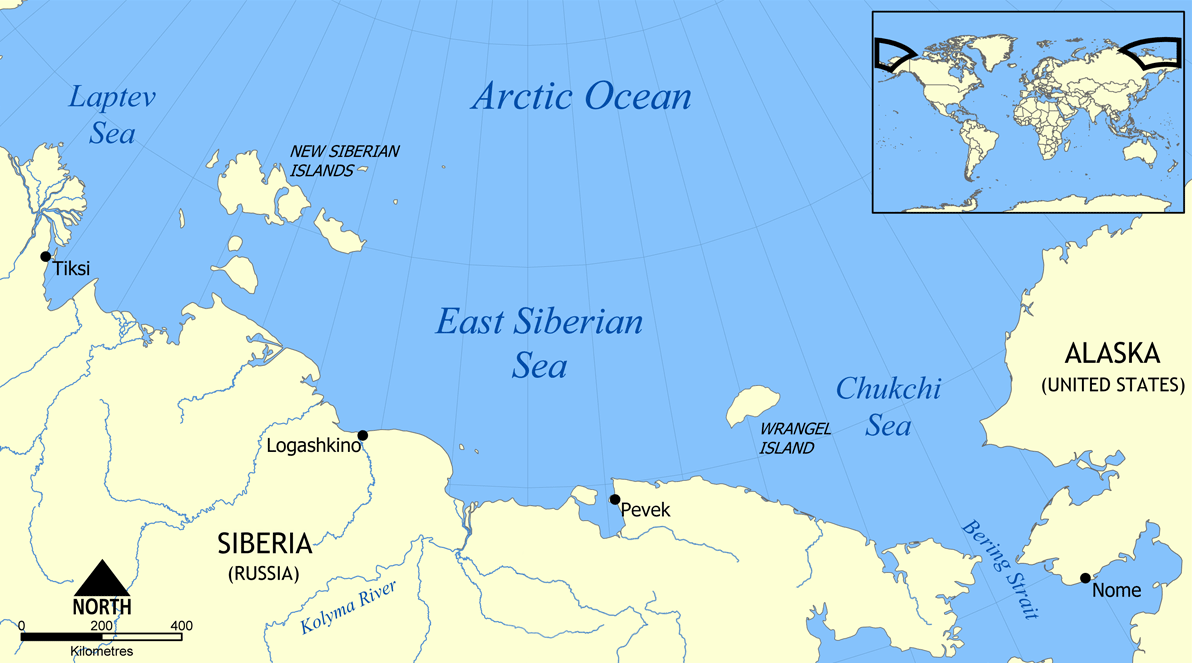
Pevek en el mar de Siberia Oriental
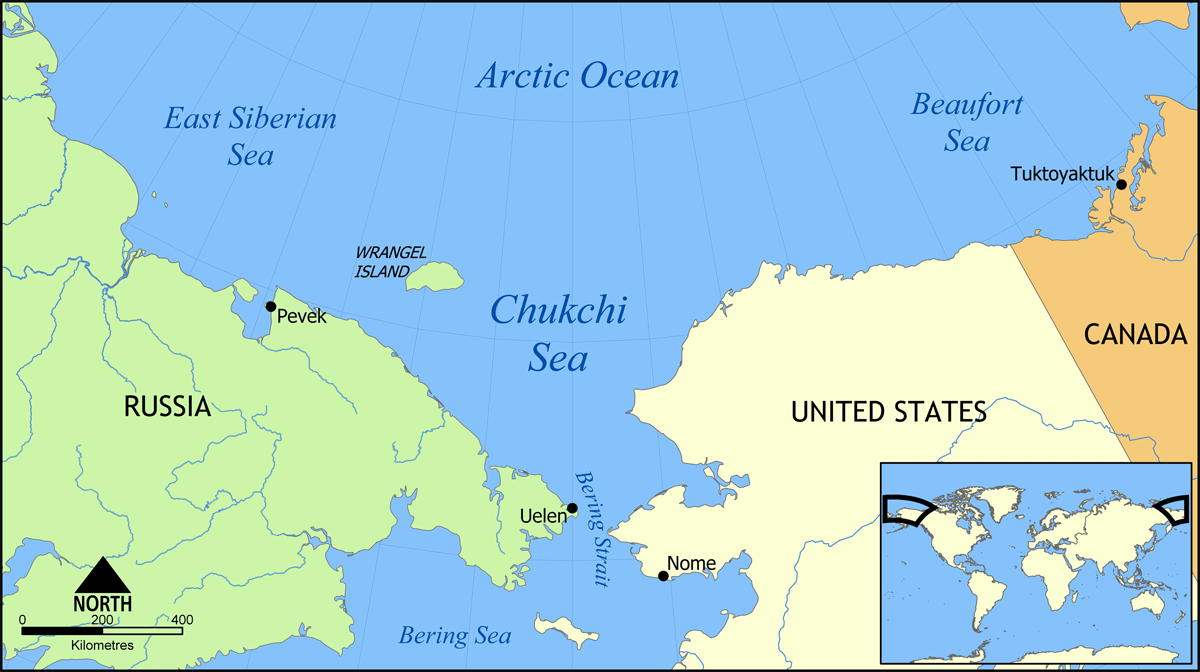
Pevek en el mar de Chukotka (Chukchi Sea)
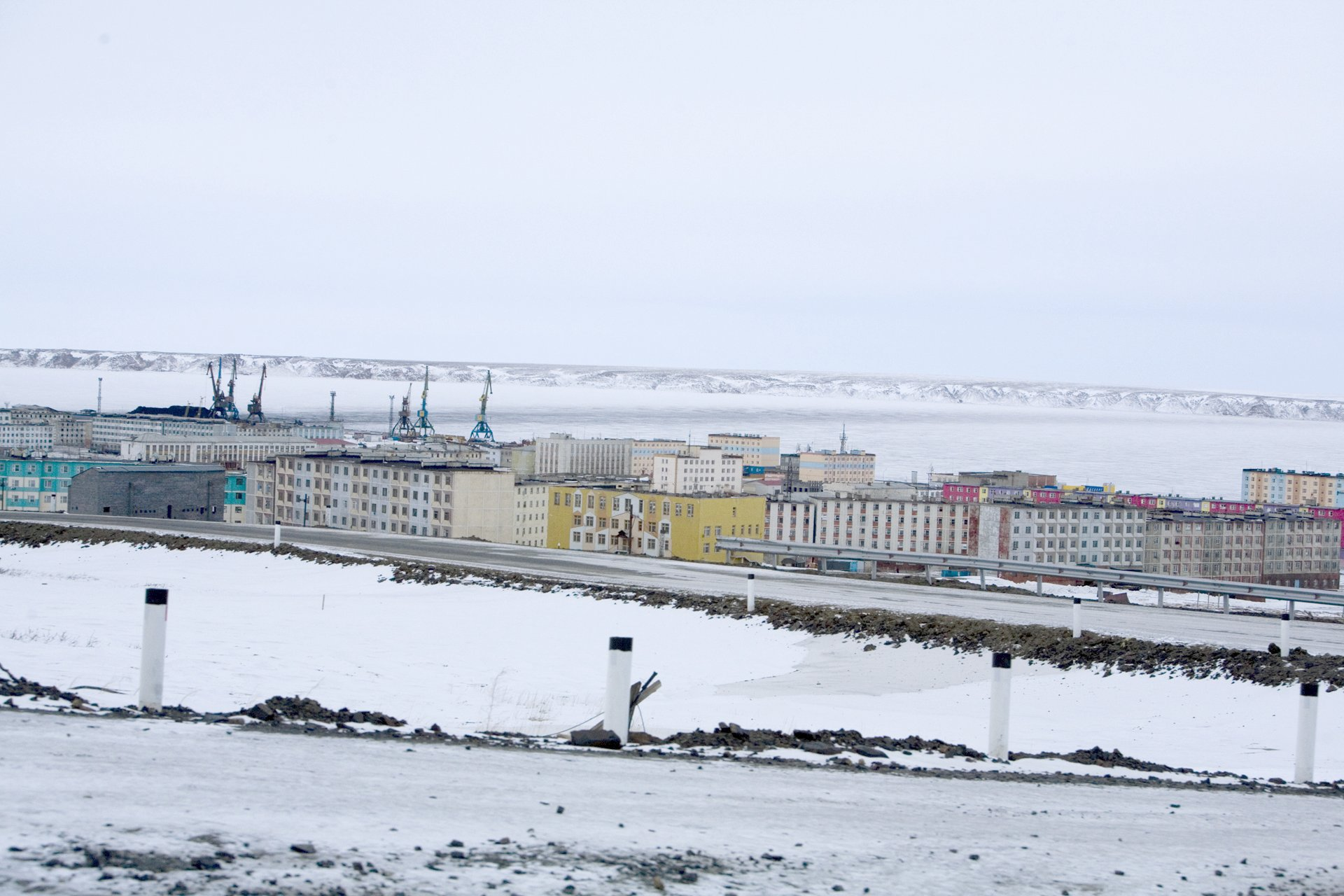
Vista de Pevek desde el sur

## Clima
| Parámetros climáticos promedio de Pevek (1991-2020) | Parámetros climáticos promedio de Pevek (1991-2020) | Parámetros climáticos promedio de Pevek (1991-2020) | Parámetros climáticos promedio de Pevek (1991-2020) | Parámetros climáticos promedio de Pevek (1991-2020) | Parámetros climáticos promedio de Pevek (1991-2020) | Parámetros climáticos promedio de Pevek (1991-2020) | Parámetros climáticos promedio de Pevek (1991-2020) | Parámetros climáticos promedio de Pevek (1991-2020) | Parámetros climáticos promedio de Pevek (1991-2020) | Parámetros climáticos promedio de Pevek (1991-2020) | Parámetros climáticos promedio de Pevek (1991-2020) | Parámetros climáticos promedio de Pevek (1991-2020) | Parámetros climáticos promedio de Pevek (1991-2020) |
| Mes                                                 | Ene.                                                | Feb.                                                | Mar.                                                | Abr.                                                | May.                                                | Jun.                                                | Jul.                                                | Ago.                                                | Sep.                                                | Oct.                                                | Nov.                                                | Dic.                                                | Anual                                               |
| --------------------------------------------------- | --------------------------------------------------- | --------------------------------------------------- | --------------------------------------------------- | --------------------------------------------------- | --------------------------------------------------- | --------------------------------------------------- | --------------------------------------------------- | --------------------------------------------------- | --------------------------------------------------- | --------------------------------------------------- | --------------------------------------------------- | --------------------------------------------------- | --------------------------------------------------- |
| Temp. máx. abs. (°C)                                | 8.9                                                 | 5.6                                                 | 5.8                                                 | 8.6                                                 | 17.1                                                | 27.0                                                | 29.2                                                | 25.7                                                | 20.3                                                | 14.5                                                | 8.0                                                 | 8.9                                                 | 29.2                                                |
| Temp. máx. media (°C)                               | -22.3                                               | -22.7                                               | -17.2                                               | -10.3                                               | 1.0                                                 | 10.7                                                | 13.4                                                | 10.9                                                | 6.0                                                 | -2.9                                                | -11.8                                               | -19.8                                               | -5.4                                                |
| Temp. media (°C)                                    | -25.6                                               | -26.2                                               | -21.4                                               | -14.3                                               | -2.2                                                | 6.1                                                 | 9.0                                                 | 7.8                                                 | 3.9                                                 | -4.7                                                | -14.7                                               | -22.8                                               | -8.8                                                |
| Temp. mín. media (°C)                               | -28.9                                               | -29.6                                               | -25.6                                               | -18.9                                               | -5.6                                                | 2.3                                                 | 5.5                                                 | 5.0                                                 | 1.9                                                 | -6.6                                                | -17.9                                               | -25.9                                               | -12                                                 |
| Temp. mín. abs. (°C)                                | -45.0                                               | -50.0                                               | -43.3                                               | -41.0                                               | -30.0                                               | -10.6                                               | -2.2                                                | -5.1                                                | -12.7                                               | -29.3                                               | -39.7                                               | -40.6                                               | -50.0                                               |
| Precipitación total (mm)                            | 18                                                  | 13                                                  | 9                                                   | 9                                                   | 9                                                   | 19                                                  | 36                                                  | 34                                                  | 26                                                  | 21                                                  | 16                                                  | 14                                                  | 224                                                 |
| Días de lluvias (≥ 1 mm)                            | 0                                                   | 0                                                   | 0                                                   | 0                                                   | 1                                                   | 6                                                   | 13                                                  | 12                                                  | 8                                                   | 0.4                                                 | 0.2                                                 | 0                                                   | 40.6                                                |
| Días de nevadas (≥ 1 mm)                            | 17                                                  | 18                                                  | 14                                                  | 13                                                  | 13                                                  | 5                                                   | 4                                                   | 3                                                   | 15                                                  | 20                                                  | 17                                                  | 18                                                  | 157                                                 |
| Humedad relativa (%)                                | 83                                                  | 82                                                  | 82                                                  | 83                                                  | 78                                                  | 74                                                  | 78                                                  | 80                                                  | 80                                                  | 80                                                  | 84                                                  | 83                                                  | 80.6                                                |
| Fuente: Погода и климат                             |                                                     |                                                     |                                                     |                                                     |                                                     |                                                     |                                                     |                                                     |                                                     |                                                     |                                                     |                                                     |                                                     |